# كاترينا بوراتو
كاترينا بوراتو (بالإيطالية: Caterina Boratto)‏ (مواليد 15 مارس 1915 في تورينو - 14 سبتمبر 2010 في روما)، هي ممثلة إيطالية بدأت مسيرتها الفنية عام 1936. وظهرت في خمسين فيلماً بين عامي 1936 و1993

## الأعمال
- 8½ (فيلم) (1963)
- جولييت للأرواح (1965)
- سالو، أو 120 يوما من سدوم (1975)

## وصلات خارجية
- كاترينا بوراتو على موقع IMDb (الإنجليزية)
- كاترينا بوراتو على موقع ألو سيني (الفرنسية)
- كاترينا بوراتو على موقع أول موفي (الإنجليزية)
- كاترينا بوراتو على موقع قاعدة بيانات الأفلام السويدية (السويدية)
- كاترينا بوراتو على موقع قاعدة بيانات الفيلم (الإنجليزية)
- كاترينا بوراتو على موقع كينوبويسك (الروسية)